# Astley (Shropshire)
Astley – wieś w Anglii, w hrabstwie Shropshire. Leży 8 km na północny wschód od miasta Shrewsbury i 225 km na północny zachód od Londynu.